# أثداء درنية
الأثداء الدرنية أو الأثداء الأنبوبية تحدث نتيجة شذوذ خلقي وقد يحدث عند الرجال والنساء على السواء وفي أحد الثديين أو كليهما. يحدث تطور ونمو الأثداء في فترة البلوغ والتي تعتبر فترة حرجةً حيث يمكن أن تفشل الأثداء في التكوين والنمو بشكلٍ صحيح ومكتمل. السبب في هذا الشذوذ غير واضح وغير محدد على الرغم من الدراسة التي أجريت في عام 2011 على الخلايا في أثداء كلٍ من الرجال والنساء ذوي الأثداء الحبيبية والتي رجّحت أن السبب الرئيسي قد يكون ذا صلة جينية بخطأ في ترسيب الكولاجين. وتُقدر النسبة بحوالي 5 بالمائة من زيادة أمراض الثدي. أما النسبة الصحيحة والدقيقة لعدد المرضى غير معروفة تماماً لأن الجراحة كعلاج ليست ذات أهمية كبيرة، لذا أغلب المصابين لا يذهبون للأطباء.

## خلفية
و قد وُصف تشوه الثدي الدرني أول مرة من قِبل ريس وأستون في عام 1976. و تلى ذلك تطوير تصنيف للمرض حسبَ درجة الحدة.التقسيمات الجراحية تعتمد على تقسيم المرض حسب المنطقة المصابة وينقسم إلى ثلاث درجات.الدرجة الأولى عندما يكون الربع المصاب هو الربع الإنسى السُفلى.الدرجة الثانية عندما يثصاب الربعان السفليان.أما الدرجة الثالثة والأخيرة يكون الثدى كله مصاباً.

## مرادفات
يُطلق على هذه الحالة أيضا: الأثداء الأنبوبية، الأثداء المنقبضة أو الأثداء السنوبية. وكذلك يطلق عليها الأثداء مخروطية الشكل أو نقص التنسج في الجزء السفلى من الثدى وكذلك الأثداء ناقصة التنسج.

## الآثار الجسدية
الأثداء الدرنية ليست فقط صغيرة الحجم بشكلٍ بسيط فمن الممكن أن يؤثر ذلك على حجم الثدى بشكل معتدل أو بشكلٍ حاد.أما الخصائص المميزة فهي انتفاخ وتوسع هالة الحلمة، التباعد الغير طبيعى بين الثديين، انتقاص نسيج الثدي، الترهل والارتفاع الغير معتاد للثديين .وكذلك ضيق قاعدة التجويف الصدريّ.يستطيع المرض التأثير على قدرةِ السيدة على إتمام الرضاعة الطبيعية مؤثراً بذلك على غدد تصنيع الحليب حيثُ لا تتكون بشكلٍ كافٍ لإنتاج اللبن..على الرغم من ذلك فبعض النواحى الجسدية الأخرى مثل الحمل والإخصاب لا تتأثر بالمرض.

## الآثار النفسية
أي تشوه في الثديين يظهر فقط خلال فترة البلوغ، وهذا قد يؤدي إلى مشاكل نفسية للفتيات في سن البلوغ المبكر جدا بسبب الشكل الغير عادى للثدى. الأبحاث الجراحية عن التقنيات المفيدة في تصحيح الثدي الأنبوبي أوضحت أنه حتى عندما تكون النتائج ليست مثالية، يكون الأثر النفسي للعلاج هائلاً، مع تحسن ملحوظ في الثقة بالنفس إلى المستوى الذي يجعل الفتاة تشارك في الأنشطة الاجتماعية العادية.

## العلاج
من المحتمل أن يتم تغيير مظهر الأثداء الدرنية من خلال بعض العمليات الجراحية، بما في ذلك توسيع الأنسجة وزراعة الثدى.
.
تقنيات تعديل الأثداء الدرنية يمكن أن تكون أكثر صعوبة من جراحات تكبير الثدى العادية ولذلك نجد أن هناك جراحين مختصين في جراحات تجميل الأثداء الدرنية.وباعتبار الأثداء الدرنية شذوذاً خلقياً فإنها ممكن الممكن إحالتها للعلاج تبعاً للخدمات الصحية الوطنية كما قد يحدث بشكلٍ ممكن في المملكة المتحدة...و لهؤلاء الذين يسعون للتحويل الطبى في هذه الحالة من الممكن لهم زيارة الطبيب الممارس العام للحصول على الاستشارات والحلول الغير جراحية وقد يوصَى بذلك لتحقيق التصالح مع صورة الجسم وهيئته.